# Ivan Bašić
Ivan Bašić (Imoschi, 30 aprile 2002) è un calciatore bosniaco, centrocampista dell'Astana.

## Carriera

### Club
Cresciuto nel settore giovanile dello Zrinjski Mostar, esordisce in prima squadra il 22 agosto 2020, disputando l'incontro di Premijer Liga vinto per 1-0 contro lo Sloboda Tuzla. Dopo aver totalizzato 46 presenze e 7 reti con la maglia dello Zrinjski Mostar, il 24 giugno 2022 viene acquistato dai russi dell'Orenburg. Esordisce in Prem'er-Liga il 16 luglio successivo, in occasione dell'incontro perso per 2-4 contro il Kryl'ja Sovetov Samara. Realizza la sua prima rete in campionato il 31 luglio, nella sconfitta per 4-1 contro lo Spartak Mosca.
Il 2 luglio 2025 viene acquistato dall'Astana.

### Nazionale
Ha rappresentato le nazionali giovanili bosniache Under-18, Under-19 ed Under-21.
Nel 2023 ha esordito nella nazionale maggiore bosniaca.

## Statistiche

### Presenze e reti nei club
Statistiche aggiornate all'8 agosto 2022.
| Stagione               | Squadra                | Campionato             | Campionato | Campionato | Coppe nazionali | Coppe nazionali | Coppe nazionali | Coppe continentali | Coppe continentali | Coppe continentali | Altre coppe | Altre coppe | Altre coppe | Totale | Totale |
| Stagione               | Squadra                | Comp                   | Pres       | Reti       | Comp            | Pres            | Reti            | Comp               | Pres               | Reti               | Comp        | Pres        | Reti        | Pres   | Reti   |
| ---------------------- | ---------------------- | ---------------------- | ---------- | ---------- | --------------- | --------------- | --------------- | ------------------ | ------------------ | ------------------ | ----------- | ----------- | ----------- | ------ | ------ |
| 2020-2021              | Zrinjski Mostar        | PL                     | 13         | 2          | CB              | 1               | 0               | UEL                | 1                  | 0                  |             | -           | -           | 15     | 2      |
| 2021-2022              | Zrinjski Mostar        | PL                     | 29         | 5          | CB              | 2               | 0               |                    | -                  | -                  |             | -           | -           | 31     | 5      |
| Totale Zrinjski Mostar | Totale Zrinjski Mostar | Totale Zrinjski Mostar | 42         | 7          |                 | 3               | 0               |                    | 1                  | 0                  |             | -           | -           | 46     | 7      |
| 2022-2023              | Orenburg               | PL                     | 4          | 1          | CR              | 0               | 0               |                    | -                  | -                  |             | -           | -           | 4      | 1      |
| Totale carriera        | Totale carriera        | Totale carriera        | 46         | 8          |                 | 3               | 0               |                    | 1                  | 0                  |             | -           | -           | 50     | 8      |

## Palmarès

### Club

#### Competizioni nazionali
- Campionato bosniaco: 1

Zrinjski Mostar: 2021-2022